# Безводный (Краснодарский край)
Безводный — хутор в Крымском районе Краснодарского края.
Входит в состав Молдаванского сельского поселения.

## География

### Улицы
- ул. Магистральная.

## Население
| 1999 | 2002 | 2010 |
| ---- | ---- | ---- |
| 111  | ↗117 | ↗125 |